# War of the Worlds - L'invasione
War of the Worlds - L'invasione (H.G. Wells' War of the Worlds) è un film statunitense del 2005 diretto da David Michael Latt. La trama è liberamente ispirata al romanzo La guerra dei mondi di H. G. Wells. Il film è un B movie prodotto da The Asylum, società specializzata nelle produzioni di film a basso costo per il circuito direct-to-video.

## Trama
L'astronomo George Herbert e sua moglie Felicity sono in procinto di festeggiare il loro decimo anniversario. Mentre osservano Marte con il loro telescopio, George e suo figlio Alex improvvisamente scorgono un oggetto simile a una meteora; il capo di George lo chiama per investigare sul misterioso oggetto. Felicity con Alex si reca a Washington senza George, che promette di raggiungerli terminato il lavoro. Mentre George va al lavoro, la sua auto si arresta mentre un oggetto fiammeggiante precipita nelle colline vicine. Raggiunto il luogo dello schianto, lo scienziato trova una massiccia meteora nel cratere da essa provocato. Tutte le auto e i cellulari hanno smesso di funzionare. Una giovane donna di nome Audrey è spaventata perché il suo ragazzo Max è caduto nel cratere. George incoraggia Max a uscire dal cratere, ma il giovane si accorge di una strana attività nel fondo. Improvvisamente, dei tentacoli metallici afferrano Max e le altre persone attorno al cratere. Lentamente, dal cratere esce un veicolo marziano che cammina come un granchio e inizia a sparare un raggio di calore sulle persone spaventate.
George scappa e torna a casa, dove nota che tutti gli apparecchi elettrici non funzionano più. Decide allora di dirigersi a Washington, dove spera di ritrovare la sua famiglia al Lincoln Memorial e di incontrare suo fratello Matt, un soldato dell'esercito, nella vicina Hopewell. Il giorno dopo George transita su un ponte dove i soldati stanno trattenendo i civili lì rifugiati. Una madre, che crede che i marziani siano solo dei terroristi, dice a George che Washington, insieme alle città di New York e Los Angeles, sono state invase per prime. Un'altra meteora precipita nelle vicinanze e una delle macchine marziane attacca i soldati. George scappa e per strada incontra un soldato, Kerry William, la cui squadra è stata dispersa in battaglia, che accetta di viaggiare con lui fino a Hopewell. I due incontrano il ten. Samuelson, a cui gli alieni hanno ucciso la famiglia e che si dimostra interessato al lavoro scientifico di George. Samuelson sostiene che Washington è stata completamente rasa al suolo e che non ci sono sopravvissuti, nemmeno il presidente degli Stati Uniti.
George e Kerry raggiungono Hopewell, per scoprire che la città è già stata invasa dalle macchine marziane. Trovano Matt, ma è mortalmente ferito. Matt muore mentre George e Kerry vengono separati durante un nuovo attacco, con George che scappa su di un canotto.
Dopo essere stato trascinato per una giornata lungo la corrente, George sviluppa una forte febbre e passa due giorni in un'auto abbandonata. Viene infine trovato dal pastore Victor, un australiano. Incontrano anche un vicino indenne e trovano cibo e vestiti nell'abitazione di un veterinario. Gli alieni spargono del gas velenoso e George e il pastore si riparano in una stanza del piano superiore. Qui trovano molte fiale di vaccino per la rabbia. Una gigantesca esplosione provoca il crollo della casa. George si sveglia ore dopo e vede che una meteora ha distrutto il vicinato. Osserva che alcuni alieni stanno assorbendo sangue da umani vivi.
George pianifica di usare un vaccino per la rabbia contro gli alieni. Quando un marziano entra nell'abitazione, George gli inietta il vaccino per la rabbia e l'alieno si ritira rapidamente. Gli alieni tornano e sputano dell'acido su Victor, uccidendolo in pochi secondi. George si nasconde nelle macerie della costruzione fino a che gli alieni abbandonano il cratere, giorni dopo. Quindi fugge e per strada incontra di nuovo Kerry e Samuelson. Kerry insiste sul fatto che George non può combattere gli alieni, ma all'improvviso Samuelson spara a Kerry in testa. Allora George uccide Samuelson e raggiunge finalmente Washington, dove trova una città in rovina. Incapace di trovare la propria famiglia, George vede un singolo marziano e si arrende ad esso, avendo ormai perso tutto contro gli invasori. Tuttavia l'alieno cade morto. Come dal nulla esce un gruppo di sopravvissuti che rivelano a George che gli alieni hanno incominciato a morire da vari giorni a causa di un virus. Alex e Felicity sono tra i sopravvissuti e la famiglia è finalmente riunita. I marziani sono stati uccisi dai batteri e con la maggior parte dell'umanità sterminata i sopravvissuti sono pronti a ricostruire.

## Produzione
Il film fu prodotto da The Asylum, diretto da David Michael Latt e girato a Los Angeles, Oxnard, Indio, Santa Clarita, Burbank e Agua Dulce, in California, dall'11 febbraio 2005 al 25 febbraio 2005, con un budget stimato in un milione dollari. Le musiche sono firmate da Ralph Rieckermann.
Il film è un mockbuster de La guerra dei mondi (War of the Worlds) uscito nello stesso anno. Il cast può contare su alcuni attori noti, tra cui C. Thomas Howell, Peter Greene e Jake Busey.

## Distribuzione
Il film è stato distribuito solo per l'home video. Il DVD è stato pubblicato il 28 giugno, un giorno prima dell'uscita del film di Spielberg. Alcune delle uscite internazionali sono state:
- 28 giugno 2005 negli Stati Uniti (War of the Worlds - L'invasione)
- 3 febbraio 2006 in Giappone
- 5 marzo 2009 in Polonia (H. G. Wells - Wojna swiatów)
- 23 luglio 2010 in Ungheria (prima TV)
- in Francia (Invasion o La guerre des mondes)
- in Messico (De H.G. Wells: La guerra de los mundos)
- in Grecia (I afixi)
- in Germania (Krieg der Welten 3)
- in Ungheria (Világok harca - Az invázió)
- in Italia (War of the Worlds - L'invasione)

## Sequel
Il film ha avuto un seguito nel 2008, War of the Worlds 2: The Next Wave, diretto da C. Thomas Howell e distribuito anch'esso solo per l'home video.

## Promozione
La tagline è: "The Invasion Has Already Begun." ("L'invasione è già iniziata."). La locandina ha una sorprendente somiglianza con la locandina di Independence Day.